# Carex aphylla
Espèce
Classification phylogénétique
Carex aphylla est une espèce de plantes du genre Carex et de la famille des Cyperaceae.